# BestA
BestA ist das zweite Soloalbum des deutschen Rappers EstA. Es erschien am 12. Februar 2016 über das Label Nur! Musik als Standard- und Deluxe-Edition, inklusive vier Bonussongs.

## Produktion
Das Album wurde von den Musikproduzenten SiNCH, Typhoon, Victor Flowers und Kimbo Beatz produziert.

## Covergestaltung
Das Albumcover ist in Schwarz-weiß gehalten und zeigt EstA als Boxer im Ring, der den Mund aufreißt und seinen Gegner zu Boden geschlagen hat. Oben im Bild befinden sich die Schriftzüge BestA in Rot und Das EstA Album in Weiß.

## Gastbeiträge
| Professionelle Bewertungen | Professionelle Bewertungen |
| -------------------------- | -------------------------- |
| Kritiken                   |                            |
| Quelle                     | Bewertung                  |
| laut.de                    | [ 2 ]                      |
| rappers.in                 | [ 3 ]                      |

Lediglich auf dem Lied Freundeskreis ist mit der Sängerin Nima neben EstA eine andere Künstlerin vertreten.

## Titelliste
| #  | Titel                | Gastmusiker | Länge |
| -- | -------------------- | ----------- | ----- |
| 1  | Hallo Fans (Intro)   |             | 2:32  |
| 2  | Sex mit der Ex       |             | 2:42  |
| 3  | Was da los           |             | 2:55  |
| 4  | Alles ist okay       |             | 3:09  |
| 5  | Ohne dich            |             | 3:15  |
| 6  | Immer noch der Selbe |             | 3:10  |
| 7  | Hinter den Kulissen  |             | 3:23  |
| 8  | Club 27              |             | 4:02  |
| 9  | Hier und jetzt       |             | 3:02  |
| 10 | So bin ich nicht     |             | 4:08  |
| 11 | Ich muss raus        |             | 3:10  |
| 12 | Tunnelblick          |             | 3:38  |
| 13 | Freundeskreis        | Nima        | 3:38  |
| 14 | Ja oder nein         |             | 2:43  |
| 15 | Highmat              |             | 3:23  |
| 16 | BestA (Outro)        |             | 2:59  |

Bonussongs der Deluxe-Edition:
| #  | Titel                 | Gastmusiker | Länge |
| -- | --------------------- | ----------- | ----- |
| 17 | Wort und Totschlag    |             | 3:17  |
| 18 | Hurensohn Saga        |             | 3:06  |
| 19 | Keiner wird verschont |             | 2:57  |
| 20 | Penner                |             | 3:29  |

## Chartplatzierungen und Singles
BestA stieg am 19. Februar 2016 auf Platz 34 in die deutschen Albumcharts ein.
Am 13. November 2015 erschien ein Musikvideo zum Lied Immer noch der Selbe, das gleichzeitig als Single zum Download ausgekoppelt wurde. Die zweite Single Sex mit der Ex wurde am 8. Januar 2016 veröffentlicht. Zudem erschien am 7. Februar 2016 ein 14-minütiges Snippet zum Album. Am Erscheinungstag des Albums wurde des Weiteren ein Musikvideo zu Ohne dich veröffentlicht, bevor am 28. Juni 2016 ein Video zum Song Ich muss raus erschien.